# The Valiants of Virginia
The Valiants of Virginia è un film muto del 1916 diretto da T.N. Heffron, Prodotto dalla Selig Polyscope Company, si basa sull'omonimo romanzo di Hallie Erminie Rives pubblicato a New York nel 1912. Il film aveva come interpreti Kathlyn Williams, Arthur Shirley, Edward J. Piel, Virginia Kraft, Guy Oliver, Edith Johnson.

## Trama
Durante un ballo, John Valiant sfida a duello Edward Sassoon per difendere l'onore di Judith Fairfax, una bellissima ragazza della Virginia. John promette a Judith di risparmiare la vita al suo avversario ma, quando il fumo degli spari si dirada, a terra giace il corpo di Sasson. Per salvarsi, John deve fuggire al Nord. Prima di partire, affida al maggiore Bristow una lettera per Judith ma il maggiore, infatuato della ragazza, non le consegna il biglietto. Piena di odio per John, Judith sposa Tom Dandridge da cui ha una figlia, Shirley. Nel frattempo, John diventa un imprenditore di successo. Si sposa, ma la giovane moglie muore dando alla luce un figlio.
Passano gli anni. Il giovane John jr., ora a capo della Valiant, l'azienda fondata da suo padre, si fidanza con Katherine Fargo. Ma la ragazza rompe con lui in seguito a un dissesto finanziario. John, allora, decide di recarsi nel Sud, nelle proprietà del padre in Virginia. Incontra così Shirley, la figlia di Judith, di cui si innamora. Katherine, che vuol riconquistare l'ex fidanzato, racconta a Shirley della faida familiare che ora divide i Valiant dai Dandridge. Shirley comincia a comportarsi freddamente con il suo corteggiatore ma, quando Bristow, sul letto di morte, consegna finalmente a Judith la lettera dove John le spiegava che Edward si era sparato durante il duello, le cose vengono chiarite e i due giovani si riconciliano.

## Produzione
Il film fu prodotto dalla Selig Polyscope Company.

## Distribuzione
Il copyright del film, richiesto dalla Selig Polyscope Co., fu registrato il 17 giugno 1916 con il numero LP8554.

Distribuito dalla V-L-S-E, il film uscì nelle sale cinematografiche statunitensi il 26 giugno 1916.

### Conservazione
Non si conoscono copie ancora esistenti della pellicola che viene considerata presumibilmente perduta.